# Araeostoma melanosema
Araeostoma melanosema är en fjärilsart som beskrevs av George Francis Hampson. Araeostoma melanosema ingår i släktet Araeostoma och familjen nattflyn. Inga underarter finns listade i Catalogue of Life.